# Matahari
Pour les articles homonymes, voir Mata Hari (homonymie).
Matahari Department Store ou simplement Matahari est une chaîne de grands magasins créée en Indonésie en 1982.

## Historique
Le 11 octobre 2017, Matahari signe un accord avec Disney Indonesia pour vendre des produits Disney dans l'ensemble de ses 155 magasins répartis dans 71 villes d'Indonésie,.